# Francis Ford
Francis Ford (14 d'agost de 1881 - 5 de setembre de 1953) va ser un prolífic actor, director i guionista cinematogràfic de nacionalitat estatunidenca. Ell va ser el mentor i germà major del director John Ford, actuant en moltes de les pel·lícules d'aquest, entre elles Young Mr. Lincoln i The Quiet Man.

## Biografia

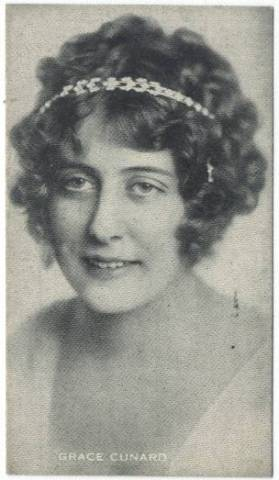
L'actriu Grace Cunard, companya sentimental i col·laboradora de Francis Ford.

El seu veritable nom era Francis Feeney, i va néixer a Portland, Maine, fill de John A. Feeney, originari d'An Spidéal, Irlanda. En 1878 el seu pare es va mudar a Portland, on va obrir un celler, el primer d'un total de cinc que va posseir al llarg de diversos anys.
Després de servir en infanteria a la Guerra hispano-estatunidenca, Francis va deixar la seva casa familiar. Després d'un breu matrimoni amb Dell Cole (amb la qual va tenir un fill, Philip Ford [1900-1976], que va ser també actor i director), va viure fent petits treballs i dedicant-se finalment al teatre, gènere en el qual va conèixer a la seva segona esposa, l'actriu Elsie Van Name. Després de dirigir-se a Nova York per a ocupar-se al cinema, va treballar per a David Horsley, Al Christie, i per a la Star Film Company de San Antonio sota la direcció de Gaston Méliès. Una vegada en el món del cinema va adoptar el nom artístic de Ford, que va prendre a partir del nom de la marca d'automòbils. Des de San Antonio, Ford va començar la seva carrera a Hollywood treballant per a Thomas Harper Ince al seu estudi Inceville, dirigint i actuant a westerns.
El germà menor de Francis Ford, John M. Feeney, era un reeixit fullback i tackle en un equip de futbol americà de Portland, i era sobrenomenat com "Bull". En 1914 Bull va seguir a Francis a Hollywood i va canviar el seu nom per John Ford, sobrepassant en reputació al seu germà gran.
Ford va actuar en un total de més de 400 films, estant la majoria de les seves primeres actuacions poc documentades i probablement perdudes.
Ambiciós i prolífic, en els inicis de la seva carrera Ford va encarnar a George Armstrong Custer, Sherlock Holmes i a Abraham Lincoln, un paper en el qual es va especialitzar. En 1912 Ford dirigia al costat de Thomas H. Ince, quedant ràpidament clar que Ince rutinàriament prenia crèdit del treball de Ford, motiu pel qual aquest va passar a Universal a inicis de 1913. El seu Lucille Love: The Girl of Mystery va ser el primer serial d'Universal, i el primer d'una cadena de molt populars serials protagonitzats per la col·laboradora i companya sentimental de Ford, Grace Cunard. El serial de 1915 The Broken Coin va passar de 15 a 22 episodis per demanda del públic, sent el mateix, probablement, el moment cim de la carrera de Ford.
Francis Ford va deixar Universal en 1917, es va separar de Grace Cunard i va fundar una companyia independent, de curta trajectòria, Fordart Films, que va estrenar en 1918 Berlin via America, amb Phil Kelly, posseint, a més, un estudi propi en Sunset Boulevard i Gower Street. En aquesta companyia la seva esposa Elsie era actriu i guionista. No obstant això, el fracàs de l'empresa va donar fi al seu matrimoni. Al mateix temps Ford apadrinava al seu germà menor, col·laborant ambdós sovint com a guionistes, directors, i actors en els projectes de l'altre; però ja en 1917, era clar que la carrera de John anava en alça. L'estil de Frank com a director era adequat per als serials, però no evolucionava. L'última producció coneguda dirigida per Ford va ser la cinta de 1928 The Call of the Heart, un vehicle per a "Dynamite the Devil Dog".
Els germans Ford van ser crítics l'un de l'altre, i a vegades antagònics. Francis va escriure en 1934 unes memòries no publicades titulades "Up and Down the Ladder", "plenes de queixes amargues i a vegades esquinçadores sobre com els veterans que havien ajudat a crear la indústria havien estat deixats de costat pels homes més joves."
A partir de finals dels anys 1920, i durant les següents dues dècades, Ford va mantenir una carrera com a madur actor de caràcter. En aquesta etapa sovint va actuar sense aparèixer als crèdits, com va ocórrer en la pel·lícula de James Whale de 1931 Frankenstein. Entre els seus papers més rellevants figura el d'un vell dement en The Ox-Bow Incident (1943).
Igual que el seu germà John, Ford sofria alcoholisme. El 1935 es va casar amb Mary Anderson. Va morir en Los Angeles, Califòrnia, en 1953 a causa d'un càncer. Va ser enterrat al cementiri de Holy Cross, a Culver City, Califòrnia.

## Selecció de la seva filmografia

### Director
- 1912: Memories of a Pioneer
- 1912: The Colonel's Peril (codirector: Thomas H. Ince)
- 1912: The Hidden Trail
- 1912: His Better Self (codirector: Fred J. Balshofer)
- 1912: For the Cause (codirector: Thomas H. Ince)
- 1912: The Dead Pay
- 1912: The Post Telegrapher (codirector: Thomas H. Ince)
- 1913: The Light in the Window
- 1914: The Adventures of Shorty
- 1917: John Ermine of Yellowstone
- 1920: Thunderbolt Jack (serial, 10 episodis) - codirector: Murdock MacQuarrie
- 1925: Perils of the Wild
- 1926: The Winking Idol

### Director i actor
- 1910: Under the Stars and Bars
- 1912: The Bandit's Gratitude
- 1912: An Old Tune
- 1912: The Fugitive
- 1912: Sundered Ties
- 1912: On the Firing Line
- 1912: The Frontier Child
- 1912: Custer's Last Fight
- 1912: How Shorty Kept His Word
- 1912: The Army Surgeon
- 1912: The Ball Player and the Bandit
- 1912: The Invaders
- 1913: When Lincoln Paid
- 1913: The Favorite Son
- 1913: The Coward's Atonement
- 1913: The Telltale Hatband
- 1913: His Brother
- 1913: The Battle of Bull Run
- 1913: A Frontier Wife
- 1913: Texas Kelly at Bay
- 1913: The Half Breed Parson
- 1913: Taps
- 1913: The Darling of the Regiment
- 1913: War
- 1913: The Stars and Stripes Forever
- 1913: The Battle of San Juan Hill
- 1913: The Toll of War
- 1913: The Battle of Manilla
- 1913: An Orphan of War
- 1913: A Cow-Town Reformation
- 1913: Captain Billie's Mate
- 1913: The She Wolf
- 1913: The Black Masks, codirecció de Grace Cunard: (+ coguionista i productor)
- 1913: From Dawn Till Dark
- 1913: The Madonna of the Slums
- 1913: Wynona's Vengeance
- 1913: The White Vaquero
- 1913: From Rail-Splitter to President
- 1914: A Wartime Reformation
- 1914: An Unsigned Agreement
- 1914: The Mad Hermit
- 1914: In the Fall of '64
- 1914: A Bride of Mystery
- 1914: The Twin's Double, codirecció: Grace Cunard
- 1914: The Mysterious Leopard Lady
- 1914: Washington at Valley Forge (+ coguionista)
- 1914: The Mystery of the White Car
- 1914: Lucille Love: The Girl of Mystery (serial, 15 episodis)
- 1914: The Tangle
- 1914: The Man of her Choice
- 1914: The Return of Twin's Double
- 1914: Be Neutral
- 1914: The Mysterious Hand
- 1914: The Phantom Violin
- 1914: The Mysterious Rose
- 1914: The District Attorney's Brother
- 1914: The Ghost of Smiling Jim
- 1914: The Call of the Waves
- 1914: A Study in Scarlet
- 1915: The Mystery of the Throne Room
- 1915: Smuggler's Island
- 1915: Old Peg Leg's Will
- 1915: The Madcap Queen of Gredshoffen
- 1915: The Girl of the Secret Service
- 1915: The Heart of Lincoln
- 1915: Three Bad Men and a Girl
- 1915: The Curse of the Desert
- 1915: The Hidden City
- 1915: And They Called Him Hero
- 1915: One Kind of Friend
- 1915: The Broken Coin (serial, 22 episodis)

- 1915: The Campbells Are Coming
- 1916: The Strong Arm Squad
- 1916: The Phantom Island
- 1916: His Majesty Dick Turpin
- 1916: The Dumb Bandit

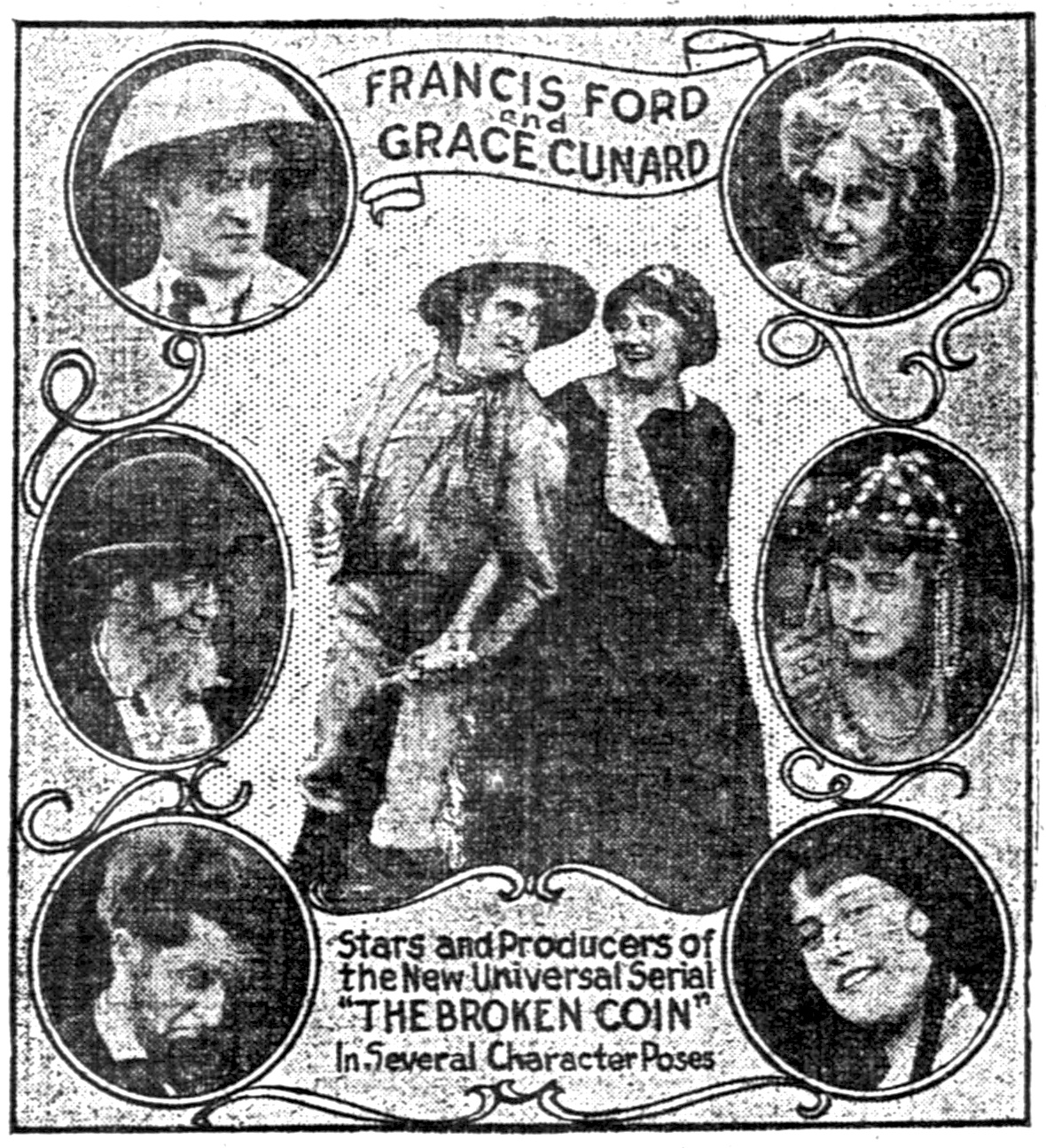
The Broken Coin, amb Francis Ford i Grace Cunard: imagte que il·lustrava un article d'un diari.

- 1916: Born of the People, codirecció de Grace Cunard
- 1916: The Madcap Queen of Crona
- 1916: Lady Raffles returns, codirecció de Grace Cunard
- 1916: Her Sister's Sin
- 1916: Behind the Mask
- 1916: The Sham Reality
- 1916: The Unexpected
- 1916: The Adventures of Peg o' the Ring (serial, 15 episodis), codirecció de Jacques Jaccard
- 1916: Brennon o' the Moor
- 1916: The Princely Bandit
- 1916: The Bandit's Wager
- 1916: The Powder Trail
- 1916: The Heroine of San Juan
- 1916: The Purple Mask, codirecció de Grace Cunard (serial, 16 episodis) (+ coguionista)
- 1917: The Little Rebel's Sacrifice
- 1917: The Rebel's Net
- 1917: The Terrors of War, codirecció de Grace Cunard (+ coguionista)
- 1917: True to Their Colors, codirecció de Grace Cunard (+ coguionista)
- 1917: The Puzzle Woman
- 1917: In Treason's Grasp
- 1918: The Craving (+ guió) - codirector: John Ford
- 1918: The Silent Mystery (serial, 15 episodis)
- 1919: The Mystery of 13 (serial, 15 episodis)
- 1921: The Great Reward (serial, 15 episodis) (+ producció)
- 1922: Thundering Hoofs
- 1922: They're Off
- 1922: Storm Girl
- 1923: The Fighting Skipper (serial, 15 episodis)
- 1925: The Four from Nowhere
- 1926: Officer 444 (serial, 10 episodis) - codirector: Ben F. Wilson

### Actor
Producció Gaston Méliès
Nota: segons SilentEra, producció de Gaston Méliès, director desconegut llevat menció contrària; IMDb atribueix a Georges Méliès la direcció de totes aquestes pel·lícules.
- 1909: A Tumultuous Elopement
- 1909: Cinderella Up-to-Date
- 1909: For Sale: a Baby
- 1909: For the Cause of Suffrage
- 1909: Mrs. and Mr. Duff
- 1909: Seein' Things
- 1909: Fortune Favors the Brave
- 1909: The Count's Wooing
- 1909: The Hypnotist's Revenge
- 1911: The Mission Waif, de Robert Goodman i/o Gaston Méliès
- 1911: The Stolen Grey[7]
- 1911: Tommy's Rocking Horse[7]
- 1911: Right or Wrong[7]
- 1911: Mexican as It Is Spoken[7]
- 1911: The Ranchman's Debt of Honor[7]
- 1911: The Immortal Alamo, de William F. Haddock
- 1912: The Ghost of Sulphur Mountain, de Robert Goodman i/o Gaston Méliès
- 1912: The Prisoner's Story[7]
- 1911: The Foreman's Courage, de Thomas H. Ince
- 1911: An Indian Martyr, de Thomas H. Ince
- 1911: Falsely Accused, de Thomas H. Ince
- 1911: Cowgirls' Pranks, de Thomas H. Ince
- 1911: Getting His Man, de Thomas H. Ince
- 1911: Bar Z's New Cook, de Thomas H. Ince
- 1912: His Double Life, de Thomas H. Ince
- 1912: The Crisis, de Thomas H. Ince
- 1912: The Deserter, de Thomas H. Ince
- 1912: Blazing the Trail, de Thomas H. Ince
- 1912: The Indian Massacre, de Thomas H. Ince
- 1912: The Gambler and the Girl, de Thomas H. Ince
- 1912: An Indian Legend, de Charles Giblyn
- 1912: His Squaw, de Charles Giblyn
- 1912: The Altar of Death, de Thomas H. Ince
- 1912: On Secret Service, de Walter Edwards
- 1912: Broncho Bill's Love Affair, de Thomas H. Ince
- 1912: The Civilian, de Thomas H. Ince
- 1912: Chinese Smugglers, de Thomas H. Ince
- 1912: The Gambler's Heart, de Thomas H. Ince
- 1912: The Indian Maid's Elopement, de Thomas H. Ince
- 1912: The Laugh on Dad, de Thomas H. Ince
- 1912: The Honor of the Tribe, de Thomas H. Ince
- 1912: The Run on the Bank, de Thomas H. Ince
- 1912: The Sub-Chief's Choice, de Thomas H. Ince
- 1912: Love and Jealousy, de Thomas H. Ince
- 1912: The Empty Water Keg, de Thomas H. Ince
- 1912: The Protection of the Cross, de Thomas H. Ince
- 1912: A Tenderfoot's Revenge, de Thomas H. Ince
- 1912: The Wild West Circus, de Thomas H. Ince
- 1912: The Ranch Girl's Love, de Thomas H. Ince
- 1912: Blood Will Tell, de Walter Edwards
- 1912: The Reckoning, de Thomas H. Ince
- 1912: The Deputy's Sweetheart, de Thomas H. Ince
- 1912: War on the Plains, de Thomas H. Ince
- 1912: The Battle of the Red Men, de Thomas H. Ince
- 1912: The Outcast, de Thomas H. Ince
- 1912: The Desert, de Thomas H. Ince
- 1912: His Némésis, de Thomas H. Ince
- 1912: A Soldier's Honor, de Thomas H. Ince
- 1912: The Reformed Outlaw, de Thomas H. Ince
- 1912: The Last Resource, de Thomas H. Ince
- 1912: The Lieutenant's Last Fight, de Thomas H. Ince
- 1912: Snowball and His Pal, de Thomas H. Ince
- 1912: The Man They Scorned, de Thomas H. Ince i Reginald Barker
- 1912: When Lee Surrenders, de Thomas H. Ince
- 1912: A Double Reward, de Thomas H. Ince
- 1912: The Law of the West, de Thomas H. Ince

Kay-Bee Pictures i altres companyies
- 1913: The Great Sacrifice, de Raymond B. West
- 1913: The Counterfeiter, de William J. Bauman
- 1913: The Pride of the South, de Burton L. King
- 1913: With Lee in Virginia, de William J. Bauman
- 1914: How Green Saved His Mother-in-Law, d'Allen Curtis
- 1914: How Green Saved His Wife, d'Allen Curtis
- 1915: Nabbed
- 1916: The Elusive Enemy, de Grace Cunard
- 1921: Action, de John Ford
- 1922: The Village Blacksmith, de John Ford
- 1924: Hearts of Oak, de John Ford
- 1925: Soft Shoes, de Lloyd Ingraham
- 1925: The Fighting Heart, de John Ford
- 1927: The Heart of Maryland, de Lloyd Bacon
- 1927: Upstream, de John Ford
- 1928: The Chinatown Mystery, de J.P. McGowan (+ guionista)
- 1928: The Trail of '98, de Clarence Brown
- 1929: The Black Watch, de John Ford
- 1930: The Jade Box, de Ray Taylor
- 1931: Frankestein, de James Whale
- 1931: Battling with Buffalo Bill, de Ray Taylor (serial)
- 1931: Resurrection, de Edwin Carewe
- 1932: Scarface, de Howard Hawks
- 1932: Airmail, de John Ford
- 1932: Heroes of the West (serial, 12 episodis), de Ray Taylor
- 1932: The Jungle Mystery (serial, 12 episodis), de Ray Taylor
- 1932: Destry Rides Again, de Benjamin Stoloff
- 1932: The Lost Special (serial, 12 episodis), de Henry MacRae
- 1933: Doctor Bull, de John Ford
- 1933: Charlie Chan's Greatest Case, de Hamilton MacFadden
- 1933: Clancy of the Mounted (serial, 12 episodis), de Ray Taylor
- 1933: Gordon of Ghost City (serial, 12 episodis), de Ray Taylor
- 1933: The Man from Monterey, de Mack V. Wright
- 1933: Pilgrimage de John Ford
- 1934: The World Moves On, de John Ford
- 1934: El jutge Priest (The Judge Priest), de John Ford
- 1934: Pirate Treasure, de Ray Taylor
- 1934: Murder in Trinidad, de Louis King
- 1934: Charlie Chan's Courage, d'Eugene Forde i George Hadden
- 1935: Paris in Spring, de Lewis Milestone
- 1935: Steamboat Round the Bend, de John Ford
- 1935: El delator, de John Ford
- 1935: Paddy O'Day, de Lewis Seiler
- 1935: This Is the Life, de Marshall Neilan
- 1936: Prisionero del odio, de John Ford
- 1936: Charlie Chan's Secret, de Gordon Wiles
- 1936: Charlie Chan at the Circus, de Harry Lachman
- 1936: The Plainsman, de Cecil B. DeMille
- 1937: A Star Is Born de William A. Wellman
- 1937: Slave Ship, de Tay Garnett
- 1938: The Texans, de James Patrick Hogan
- 1939: La diligencia, de John Ford
- 1939: Young Mr. Lincoln, de John Ford
- 1939: Drums Along the Mohawk, de John Ford
- 1940: Diamond Frontier, de Harold D. Schuster
- 1943: The Ox-Bow Incident, de William Wellman
- 1943: Jitterbugs, de Malcolm St. Clair
- 1944: The Big Noise, de Malcolm St.
- 1945: Hangover Square, de John Brahm
- 1945: Wildfire, de Robert Emmett Tansey
- 1948: Eyes of Texas, de William Witney
- 1948: The Plunderers, de Joseph Kane
- 1950: Wagon Master, de John Ford
- 1952: The Quiet Man, de John Ford
- 1953: The Sun Shines Bright, de John Ford

### Coguionista
- 1917: The Tornado, de John Ford